# باول جي. كيرك سينيور
باول جي. كيرك سينيور (بالإنجليزية: Paul Grattan Kirk) هو عسكري أمريكي، ولد في 25 سبتمبر 1904، وتوفي في 2 أغسطس 1981.